# Comunalismo
Comunalismo é uma das três teorias gerais sob as quais se agrupam, a grosso modo, as pessoas que acreditam no chamado "comunismo libertário, cada qual com os seus mestres, teóricos, líderes, organizações e literatura", nas palavras de Kenneth Rexroth, sendo as outras duas o anarquismo em suas diversas formas e a esquerda marxista.
O comunalismo agruparia os membros das comunidades intencionais, usualmente, mas não necessariamente de inspiração religiosa, os quais viveriam nas chamadas comunas. Porém, na concepção de Rexroth, semelhante à de TAZ, a comuna opera de dentro do sistema capitalista, mesmo sendo autônoma e podendo ou não modificá-lo a longo prazo.
Pensadores libertários ou anarquistas contemporâneos usualmente o denominam de comunalismo intencional, associativismo voluntário e comunalismo libertário, terminologia de difícil diferenciação.

## História

### Comunalismo religioso
É possível diferenciá-lo do conceito de comunalismo no âmbito da ciência política, também chamado comunalismo intencional ou associativismo voluntário, bem como do comunalismo libertário, ambos com um primeiro apontamento teórico no pensamento de filósofos franceses como Charles Fourier, como se pode observar no pensamento de Kenneth Rexroth, embora este considere as comunidades religiosas adeptas do comunalismo religioso como fazendo parte das pessoas que praticam o comunismo libertário.

#### Comunalismo cristão
Nesta comunidade de base principalmente religiosa, o princípio comunitário de Koinonia foi usado pela Igreja Cristã primitiva, conforme descrito nos Atos dos Apóstolos (4: 32-35), que expressava o princípio amplo e geral de "todas as coisas em comum" (ou, em algumas traduções, "tudo em comum").
O teórico marxista Karl Kautsky argumentou que as tendências comunalistas estavam frequentemente presentes em movimentos cristãos radicais da era da Reforma na Europa. Algumas características do movimento valdense e comunas associadas no norte da Itália nos séculos XIII e XIV seguiram certos aspectos da propriedade comunal. Notoriamente, os taboritas tchecos (seção radical do movimento hussita) no século XV tentaram construir uma sociedade de propriedade compartilhada na cidade de Tábor, no sul da Boêmia. Certos aspectos e correntes dentro da Guerra dos Camponeses em áreas alemãs do século XVI, particularmente Thomas Müntzer e os chamados profetas de Zwickau tinham um forte espírito social igualitário. A Reforma Radical europeia de anabatistas e diferentes grupos dos Irmãos de Schwarzenau começaram processos que mais tarde levaram a movimentos comunais de shakers, huteritas e o Bruderhof. As colônias huteritas e as comunidades de Bruderhof deram continuidade a esse modelo no século XXI. A rebelião de Münster anabatista de 1534–1535 tentou estabelecer uma sociedade baseada na comunidade de bens. O radicalismo de seus experimentos sociais foi ainda mais intensificado pelo quiliasmo e pela ardente expectativa da teocracia, e o discurso dos pregadores do movimento tornou-se intempestivo com profecias apocalípticas, escalando à militância violenta. Em 1534, a cidade foi tomada pelos radicais, que instituíram o comunalismo coma abolição das propriedades privadas, além de obrigar as pessoas a batizarem ou serem expulsas. Essas tentativas pós-Reforma foram conduzidas pelo literalismo bíblico, no qual se referiam a passagens do livro de Atos mencionadas anteriormente.
A Colônia de Plymouth foi estabelecida por Peregrinos Separatistas que viajaram da Europa para fugir da perseguição religiosa e estabelecer uma comunidade religiosa separada da Igreja da Inglaterra. Os sistemas sociais e jurídicos da colônia estavam ligados às suas crenças religiosas, bem como à common law inglesa. A presença de plantadores seculares ("The Strangers") contratados pelos investidores mercantes de Londres que financiaram seu empreendimento gerou tensão e facção no assentamento incipiente, especialmente por causa das políticas de uso da terra e participação nos lucros, mas também na forma como cada grupo via os dias úteis e feriados. Essa forma de propriedade comum foi a base do contrato firmado entre o empreendimento e seus investidores. Era mais parecida com o que agora consideramos uma empresa privada, já que a propriedade comum da propriedade e dos lucros era assegurada pela emissão de ações para os colonos e investidores. Também era temporária, com uma divisão da propriedade comum e lucros programada para ocorrer após sete anos. Embora cada família controlasse sua própria casa e posses, o milho era cultivado em um terreno comunal com a colheita dividida igualmente entre os colonos. Os plantadores seculares se ressentiam de ter que compartilhar sua colheita com famílias cujas crenças religiosas conflitavam tão fortemente com as suas e, como resultado, evitavam o trabalho e recorriam ao roubo, enquanto os peregrinos se ressentiam dos plantadores seculares tirando dias de folga para feriados (especialmente o Natal) e suas frequentes farras e folia que muitas vezes os deixavam impróprios para o trabalho. Esse conflito resultou em uma produção de milho insuficiente para as necessidades do assentamento. Como mais suprimentos de seus investidores foram retidos devido a uma disputa sobre os pagamentos acordados da colônia, a fome se tornou iminente. Como resultado, para o plantio de 1623, cada família foi temporariamente designada a seu próprio lote de terra para cuidar com o direito de ficar com tudo o que foi colhido daquele lote, seja ele suficiente ou não, e todas as outras responsabilidades de produção e os bens produzidos daí continuaria a permanecer como foi originalmente acordado.
Até o século XIX, diversas outras comunidades religiosas foram estabelecidas nos EUA no espírito do comunalismo, como a Comunidade de Efrata, Sociedade Harmonia, Comunidade de Oneida e os mórmons iniciais (como na Ordem Unida de Enoque), ou ao menos segundo um princípio comunal mais misto de compartilhamento, tal como na comunidade Hopedale de Adin Ballou, em que a propriedade individual era baseada na participação de ações e garantida desde que baseada no amor cristão e bem comunitário, enquanto havia controle coletivo de terras, residências e meios de produção.

## Reduções jesuíticas
Um fenômeno controverso em sua classificação de "comunismo" ou não pelos estudiosos que o analisaram foi o das instituições comunitárias nas reduções jesuíticas, que tiveram repartição de terras pelo cacique e distribuição para usufruto, além de administração do conjunto de bens e empresas pela comunidade, sob responsabilidade dos padres jesuítas. A terra de uso comum foi de início um princípio imposto pela legislação espanhola colonial, mas adaptada à realidade cultural local. Segundo um relato do padre Florentin de Bourges, em 1712:
"Todo o solo que pertencia à comunidade era indivisível. Os bens são comuns, a ambição e a avareza são vícios desconhecidos, e não se registra entre eles litígios nem processos de divisão... Nada me pareceu mais belo do que a maneira como se provê à subsistência de todos os habitantes do povoado. Os que fazem a colheita são obrigados a transportar todo o cereal para os armazéns públicos. Seguidamente, funcionários fazem a distribuição pelos chefes de bairro, e estes pelas famílias, dando a cada uma mais ou menos, segundo seja ela mais ou menos numerosa."

## Em Portugal
Noutros tempos, em Portugal, uma boa parte dos povoados integravam-se num regime comunalista para a prática de serviços reciprocamente prestados no interesse individual e coletivo. Reciprocamente obedeciam a regras e preceitos de longe estabelecidos para a regulamentação de uma especial vida jurídica por eles criada e que todos religiosamente cumpriam. Vários autores apontam como exemplos o regime pastoril dos povos da serra do Gerês, a região de Barroso e a freguesia de Covide.